# Psychotria maliensis
Psychotria maliensis är en måreväxtart som beskrevs av Raymond Albert Alfred Schnell. Psychotria maliensis ingår i släktet Psychotria och familjen måreväxter. Inga underarter finns listade i Catalogue of Life.